# Alias (album)
Alias je album českého kytaristy a baskytaristy Ivana Krále, Ivana Hlase, Davida Kollera a Karla Šůchy.

## Seznam skladeb
Všechnu hudbu napsal Ivan Král, všechny texty Ivan Hlas, mimo skladby č. 10, ten napsal Karel Šůcha.
1. Vy jste – 3:19
2. Sluneční prach – 3:27
3. Nuselský schody – 2:47
4. Řekni mi proč – 3:05
5. Kdo soudí i nebe – 3:54
6. Déja vu – 2:43
7. Lístek do starejch časů – 3:39
8. Zavolej – 2:17
9. Neděle – 2:34
10. To se stává – 4:09
11. Jennifer – 2:36
12. Poprvé letíš – 3:29
13. Baby, něco ti slíbím – 2:32

## Obsazení

### Kapela
- Ivan Hlas – zpěv, kytara
- Ivan Kral – zpěv, kytara
- Karel Šůcha – baskytara
- David Koller – bicí

### Ostatní
- Jan Ponocný – kytara
- Boris Setský – saxofon
- Speciální host: Linda Hlatká – doprovodný zpěv